# كاتارينا فاغنر
كاتارينا فاغنر (بالألمانية: Katharina Wagner)‏ (و. 1978  م) هي مخرجة مسرحية، وملحنة ألمانية، ولدت في بايرويت.

## التعليم
تعلمت في جامعة برلين الحرة.

## وصلات خارجية
- كاتارينا فاغنر على موقع IMDb (الإنجليزية)
- كاتارينا فاغنر على موقع مونزينجر (الألمانية)
- كاتارينا فاغنر على موقع ميوزك برينز (الإنجليزية)
- كاتارينا فاغنر في قاعدة بيانات الأفلام على الإنترنت